# Château de la Brisette
Le château de la Brisette est une demeure, du XVIIIe siècle, qui se dresse, dans le Cotentin, sur le territoire de la commune française de Saint-Germain-de-Tournebut, dans le département de la Manche, en région Normandie. L'édifice est partiellement inscrit au titre des monuments historiques.

## Localisation
Le château est situé à 1,2 kilomètre au nord-ouest de l'église Saint-Germain de Saint-Germain-de-Tournebut, dans le département français de la Manche.

## Description
Le château de la Brisette, érigé au XVIIIe siècle, se présente sous la forme d'un bâtiment haut d'un étage sur rez-de-chaussée avec un pavillon central à pilastres, surmonté d'un fronton triangulaire sculpté. À ses extrémité, il est flanqué par deux pavillons d'ailes en légère saillie. À l'arrière, sa façade se reflète dans un étang artificiel.
Une grande cour dans laquelle sont édifiés les communs arbore à l'entrée deux pavillons carrés. La date, de 1769, laisse supposer que ces bâtiments ont été bâtis après le château.

## Protection
Les façades et toitures du château, des communs et de la chapelle sont inscrits au titre des monuments historiques par arrêté du 16 avril 1975.